# Sid a Nancy
Sid a Nancy je britský životopisný film režiséra Alexe Coxe z roku 1986. Pojednává o hudebníkovi Sidu Viciousovi (Gary Oldman) a jeho přítelkyni Nancy Spungen (Chloe Webb).
Na soundtracku k albu byly použity písně Joe Strummera („Love Kills“), Johna Calea („She Never Took No for an Answer“) nebo skupiny The Pogues („Haunted“).

## Děj
Punková ikona Sid Vicious a jeho životem nasáklá láska k drogám a jeho přítelkyni Nancy Spungen. Tento životopisný film pojednává o příchodu Sida k punkové skupině Sex Pistols, kde spíše tvořil ikonu skupiny, nežli roli hudebníka. Se slávou přicházejí peníze a s penězi drogy. To se zamlouvalo Nancy, s kterou později Sid začal chodit a společně utvořili bouřlivé pouto plné vzájemného pochopení a sympatií. Společně s heroinem.

## Obsazení
| Gary Oldman      | Sid Vicious     |
| Chloe Webb       | Nancy Spungen   |
| David Hayman     | Malcolm McLaren |
| Debby Bishop     | Phoebe          |
| Andrew Schofield | Johnny Rotten   |
| Xander Berkeley  | Bowery Snax     |
| Perry Benson     | Paul Cook       |
| Tony London      | Steve Jones     |
| Courtney Love    | Gretchen        |
| Iggy Pop         |                 |